# Badische Biographien
Badische Biographien (également Badische Biographieen) est un ouvrage de référence biographique sur les personnes de l'histoire de Bade, fondé par Friedrich von Weech en 1875, c'est-à-dire une biographie régionale de Bade.

## Première série
Les deux premiers volumes, publiés en 1875, contiennent des biographies de personnalités du XIXe siècle décédées à ce moment-là. Les quatre autres volumes sont chacun conçus comme une nécrologie et ne contiennent que des personnes décédées entre-temps. En 1935, le sixième et dernier volume est publié, qui continue la nécrologie jusqu'à l'année de mort en 1911. Les volumes 5 et 6 sont publiés au nom de la Commission historique de Bade.
Les six volumes contiennent des contributions originales de nombreux auteurs ainsi que des réimpressions de notices nécrologiques parues auparavant dans des journaux.

## Nouvelle série
En 1982, une nouvelle série biographique sur les personnes de l'histoire du Bade décédées entre-temps est lancée sous le même titre, qui estpubliée au nom de la Commission d'études historiques régionales du Bade-Wurtemberg (de). Cette "Nouvelle série" contient des biographies plus courtes, qui sont basées sur la structure de la Neue Deutsche Biographie, et abandonne la limitation de la première série aux personnes perçues comme "positives". Avec le 6e volume la nouvelle série est terminée.
Les biographies des personnes qui ont travaillé dans la partie badoise du Bade-Wurtemberg sont publiées dans la série Baden-Württemberg Biographies, qui continue à être publiée.

## Informations bibliographiques
Badische Biographien
- Badische Biographieen. Erster Theil. [bis 1875, Buchstaben A–K]. Hrsg. von Friedrich von Weech. Verlagsbuchhandlung von Fr. Bassermann (de), Heidelberg 1875 (Digitalisat).
- Badische Biographieen. Zweiter Theil. [bis 1875, Buchstaben L–Z und Nachträge]. Hrsg. von Friedrich von Weech. Bassermann, Heidelberg 1875 (Digitalisat).
- Badische Biographieen. Dritter Theil. [1875–1881]. Hrsg. von Friedrich von Weech. Braun, Karlsruhe 1881 (Digitalisat).
- Badische Biographieen. Vierter Theil. [1881–1891]. Hrsg. von Friedrich von Weech. Braun, Karlsruhe 1891 (Digitalisat).
- Badische Biographien. V. Teil. 1891–1901. Hrsg. von Friedrich von Weech und Albert Krieger (de). Winter, Heidelberg 1906 (Digitalisat).
- Badische Biographien. VI. Teil. 1902–1911. Hrsg. von Albert Krieger und Karl Obser. Winter, Heidelberg 1935 (Digitalisat).

Badische Biographien Neue Folge
- Band 1. Hrsg. von Bernd Ottnad. Kohlhammer, Stuttgart 1982,  (ISBN 3-17-007118-1).
- Band 2. Hrsg. von Bernd Ottnad. Kohlhammer, Stuttgart 1987,  (ISBN 3-17-009217-0).
- Band 3. Hrsg. von Bernd Ottnad. Kohlhammer, Stuttgart 1990,  (ISBN 3-17-009958-2).
- Band 4. Hrsg. von Bernd Ottnad. Kohlhammer, Stuttgart 1996,  (ISBN 3-17-010731-3).
- Band 5. Hrsg. von Fred L. Sepaintner. Kohlhammer, Stuttgart 2005,  (ISBN 3-17-018976-X).
- Band 6. Hrsg. von Fred L. Sepaintner. Kohlhammer, Stuttgart 2011,  (ISBN 978-3-17-022290-8).